# Kanotsport vid olympiska sommarspelen 2012
De olympiska tävlingarna 2012 i kanotsport avgjordes mellan den 29 juli och 11 augusti 2012 i Storbritannien.

## Medaljtabell
| Pl.    | Nation         | Guld | Silver | Brons | Totalt |
| ------ | -------------- | ---- | ------ | ----- | ------ |
| 1      | Tyskland       | 3    | 2      | 3     | 8      |
| 2      | Ungern         | 3    | 2      | 1     | 6      |
| 3      | Storbritannien | 2    | 1      | 1     | 4      |
| 4      | Frankrike      | 2    | 0      | 0     | 2      |
| 5      | Ukraina        | 1    | 2      | 0     | 3      |
| 6      | Australien     | 1    | 1      | 0     | 2      |
| 7      | Ryssland       | 1    | 0      | 2     | 3      |
| 8      | Italien        | 1    | 0      | 0     | 1      |
| 8      | Nya Zeeland    | 1    | 0      | 0     | 1      |
| 8      | Norge          | 1    | 0      | 0     | 1      |
| 11     | Belarus        | 0    | 2      | 1     | 3      |
| 11     | Spanien        | 0    | 2      | 1     | 3      |
| 13     | Kanada         | 0    | 1      | 2     | 3      |
| 14     | Tjeckien       | 0    | 1      | 1     | 2      |
| 15     | Litauen        | 0    | 1      | 0     | 1      |
| 15     | Portugal       | 0    | 1      | 0     | 1      |
| 17     | Slovakien      | 0    | 0      | 2     | 2      |
| 18     | Polen          | 0    | 0      | 1     | 1      |
| 18     | Sydafrika      | 0    | 0      | 1     | 1      |
| Totalt | Totalt         | 16   | 16     | 16    | 48     |

## Medaljsammanfattning

### Slalom
Damer
| Gren         | Guld                 | Guld                 | Silver                 | Silver                 | Brons                     | Brons                     |
| ------------ | -------------------- | -------------------- | ---------------------- | ---------------------- | ------------------------- | ------------------------- |
| K-1 detaljer | Émilie Fer Frankrike | Émilie Fer Frankrike | Jessica Fox Australien | Jessica Fox Australien | Maialen Chourraut Spanien | Maialen Chourraut Spanien |

Herrar
| Gren         | Guld                                         | Guld                                         | Silver                                         | Silver                                         | Brons                                           | Brons                                           |
| ------------ | -------------------------------------------- | -------------------------------------------- | ---------------------------------------------- | ---------------------------------------------- | ----------------------------------------------- | ----------------------------------------------- |
| C-1 detaljer | Tony Estanguet Frankrike                     | Tony Estanguet Frankrike                     | Sideris Tasiadis Tyskland                      | Sideris Tasiadis Tyskland                      | Michal Martikán Slovakien                       | Michal Martikán Slovakien                       |
| C-2 detaljer | Storbritannien Timothy Baillie Etienne Stott | Storbritannien Timothy Baillie Etienne Stott | Storbritannien David Florence Richard Hounslow | Storbritannien David Florence Richard Hounslow | Slovakien Pavol Hochschorner Peter Hochschorner | Slovakien Pavol Hochschorner Peter Hochschorner |
| K-1 detaljer | Daniele Molmenti Italien                     | Daniele Molmenti Italien                     | Vavřinec Hradílek Tjeckien                     | Vavřinec Hradílek Tjeckien                     | Hannes Aigner Tyskland                          | Hannes Aigner Tyskland                          |

### Sprint
Damer
| Gren                   | Guld                                                                 | Guld                                                                 | Silver                                                                        | Silver                                                                        | Brons                                                                 | Brons                                                                 |
| ---------------------- | -------------------------------------------------------------------- | -------------------------------------------------------------------- | ----------------------------------------------------------------------------- | ----------------------------------------------------------------------------- | --------------------------------------------------------------------- | --------------------------------------------------------------------- |
| K-1 200 meter detaljer | Lisa Carrington Nya Zeeland                                          | Lisa Carrington Nya Zeeland                                          | Inna Osypenko Ukraina                                                         | Inna Osypenko Ukraina                                                         | Nataša Dušev-Janić Ungern                                             | Nataša Dušev-Janić Ungern                                             |
| K-1 500 meter detaljer | Danuta Kozák Ungern                                                  | Danuta Kozák Ungern                                                  | Inna Osypenko Ukraina                                                         | Inna Osypenko Ukraina                                                         | Bridgitte Hartley Sydafrika                                           | Bridgitte Hartley Sydafrika                                           |
| K-2 500 meter detaljer | Tyskland Franziska Weber Tina Dietze                                 | Tyskland Franziska Weber Tina Dietze                                 | Ungern Katalin Kovács Nataša Dušev-Janić                                      | Ungern Katalin Kovács Nataša Dušev-Janić                                      | Polen Beata Mikołajczyk Karolina Naja                                 | Polen Beata Mikołajczyk Karolina Naja                                 |
| K-4 500 meter detaljer | Ungern Gabriella Szabó Danuta Kozák Katalin Kovács Krisztina Fazekas | Ungern Gabriella Szabó Danuta Kozák Katalin Kovács Krisztina Fazekas | Tyskland Carolin Leonhardt Franziska Weber Tina Dietze Katrin Wagner-Augustin | Tyskland Carolin Leonhardt Franziska Weber Tina Dietze Katrin Wagner-Augustin | Belarus Iryna Pamialova Nadzeja Papok Volha Chudzenka Maryna Pautaran | Belarus Iryna Pamialova Nadzeja Papok Volha Chudzenka Maryna Pautaran |

Herrar
| Gren                    | Guld                                                        | Guld                                                        | Silver                                                        | Silver                                                        | Brons                                                      | Brons                                                      |
| ----------------------- | ----------------------------------------------------------- | ----------------------------------------------------------- | ------------------------------------------------------------- | ------------------------------------------------------------- | ---------------------------------------------------------- | ---------------------------------------------------------- |
| C-1 200 meter detaljer  | Jurij Tjeban Ukraina                                        | Jurij Tjeban Ukraina                                        | Jevgenij Šuklin Litauen                                       | Jevgenij Šuklin Litauen                                       | Ivan Sjtyl Ryssland                                        | Ivan Sjtyl Ryssland                                        |
| C-1 1000 meter detaljer | Sebastian Brendel Tyskland                                  | Sebastian Brendel Tyskland                                  | David Cal Spanien                                             | David Cal Spanien                                             | Mark Oldershaw Kanada                                      | Mark Oldershaw Kanada                                      |
| C-2 1000 meter detaljer | Tyskland Peter Kretschmer Kurt Kuschela                     | Tyskland Peter Kretschmer Kurt Kuschela                     | Belarus Andrej Bahdanovitj Aliaksandr Bahdanovitj             | Belarus Andrej Bahdanovitj Aliaksandr Bahdanovitj             | Ryssland Aleksej Korovasjkov Ilja Pervuchin                | Ryssland Aleksej Korovasjkov Ilja Pervuchin                |
| K-1 200 meter detaljer  | Ed McKeever Storbritannien                                  | Ed McKeever Storbritannien                                  | Saúl Craviotto Spanien                                        | Saúl Craviotto Spanien                                        | Mark de Jonge Kanada                                       | Mark de Jonge Kanada                                       |
| K-1 1000 meter detaljer | Eirik Verås Larsen Norge                                    | Eirik Verås Larsen Norge                                    | Adam van Koeverden Kanada                                     | Adam van Koeverden Kanada                                     | Max Hoff Tyskland                                          | Max Hoff Tyskland                                          |
| K-2 200 meter detaljer  | Ryssland Aleksandr Djatjenko Jurij Postrigaj                | Ryssland Aleksandr Djatjenko Jurij Postrigaj                | Belarus Raman Piatrusjenka Vadzim Machneu                     | Belarus Raman Piatrusjenka Vadzim Machneu                     | Storbritannien Liam Heath Jon Schofield                    | Storbritannien Liam Heath Jon Schofield                    |
| K-2 1000 meter detaljer | Ungern Rudolf Dombi Roland Kökény                           | Ungern Rudolf Dombi Roland Kökény                           | Portugal Fernando Pimenta Emanuel Silva                       | Portugal Fernando Pimenta Emanuel Silva                       | Tyskland Martin Hollstein Andreas Ihle                     | Tyskland Martin Hollstein Andreas Ihle                     |
| K-4 1000 meter detaljer | Australien Tate Smith Dave Smith Murray Stewart Jacob Clear | Australien Tate Smith Dave Smith Murray Stewart Jacob Clear | Ungern Zoltán Kammerer Dávid Tóth Tamás Kulifai Dániel Pauman | Ungern Zoltán Kammerer Dávid Tóth Tamás Kulifai Dániel Pauman | Tjeckien Daniel Havel Lukáš Trefil Josef Dostál Jan Štěrba | Tjeckien Daniel Havel Lukáš Trefil Josef Dostál Jan Štěrba |

Denna tabell: visa • redigera

## Galleri
Galleri med några av guldmedaljörerna i kanot:

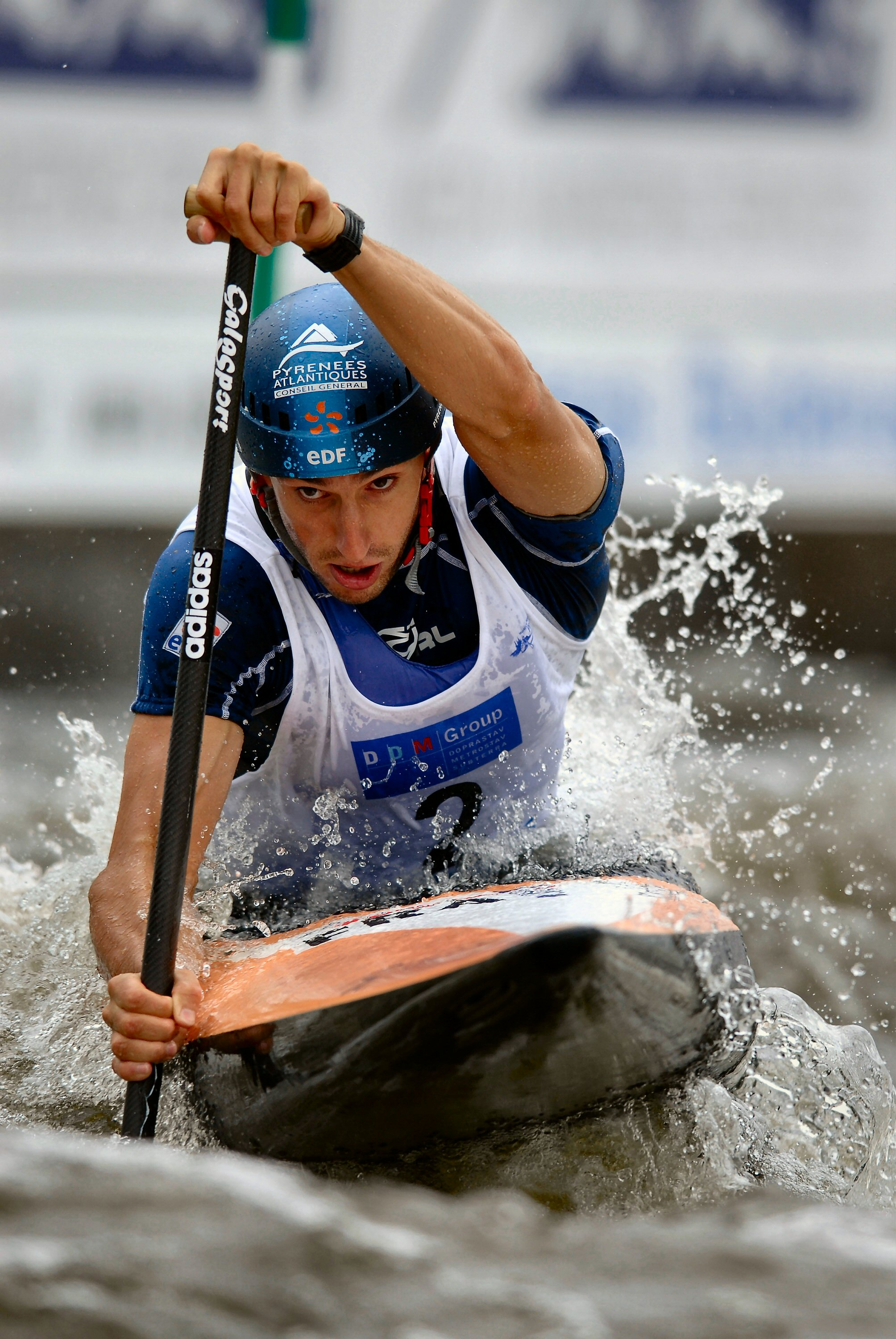
Tony Estanguet, bild från 2006, vann guld i kanotslalom för Frankrike
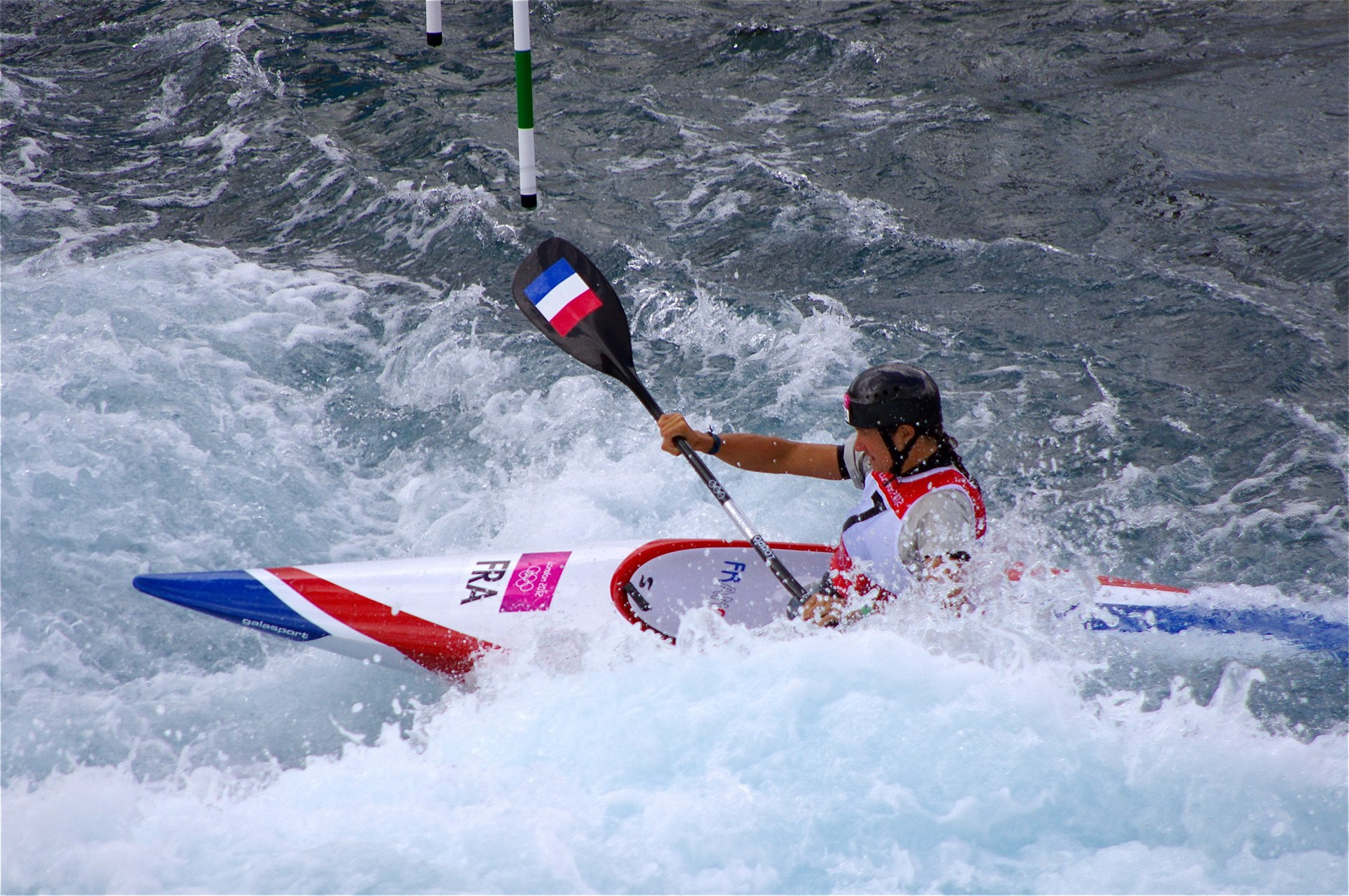
Émilie Fer, också från Frankrikee, då hon vann K1 i slalom
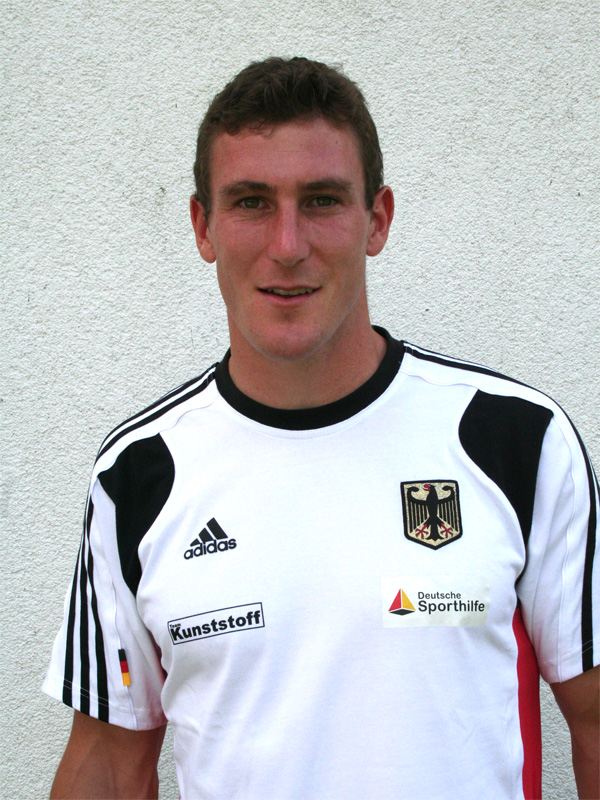
Sebastian Brendel från Tyskland, tog guld i herrarnas C1 1000 meter.
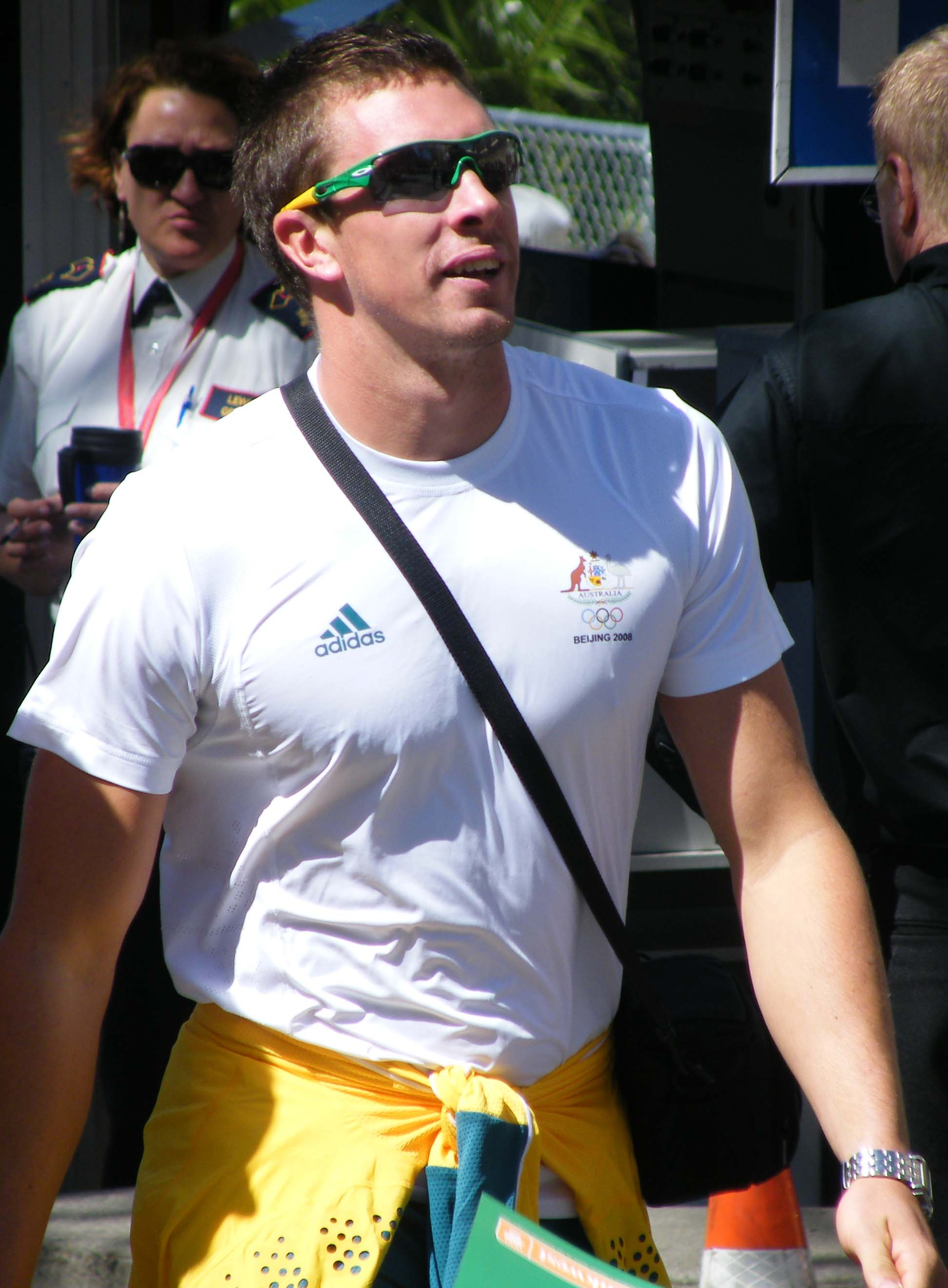
David Smith var med i det australiska laget som tog guld på K-4 1000 meter